# Echinodontiaceae
Echinodontiaceae là một họ nấm trong bộ Russulales. Đây là một họ nấm hoại sinh hoặc sống ký sinh trên các loại thân gỗ, có thể khiến thân cây thực vật có hoa và thực vật hạt trần bị mốc trắng.